# Tour des Flandres 1989
La 73e édition du Tour des Flandres a eu lieu le 2 avril 1989 et a été remportée par le Belge Edwig Van Hooydonck.
La course disputée sur un parcours de 264 kilomètres est l'une des manches de la Coupe du monde de cyclisme sur route 1989.

## Classement
| #  | Coureur             | Équipe                     |    | Temps           |
| -- | ------------------- | -------------------------- | -- | --------------- |
| 1  | Edwig Van Hooydonck | Superconfex-Yoko           | en | 7 h 01 min 00 s |
| 2  | Herman Frison       | Histor-Sigma               | +  | 22 s            |
| 3  | Dag Otto Lauritzen  | 7 Eleven-American Airlines |    | 22 s            |
| 4  | Rolf Sørensen       | Ariostea                   |    | 22 s            |
| 5  | Mathieu Hermans     | Caja Rural                 |    | 22 s            |
| 6  | Marc Sergeant       | Hitachi                    |    | 22 s            |
| 7  | Allan Peiper        | Panasonic-Isostar          |    | 22 s            |
| 8  | Dirk De Wolf        | Hitachi                    |    | 1 min 45 s      |
| 9  | Johan Lammerts      | ADR-Santini                |    | 1 min 53 s      |
| 10 | Steve Bauer         | Helvetia-La Suisse         |    | 1 min 53 s      |